# Campeonato Absoluto de Chile
El Campeonato Absoluto de Chile fue un torneo de fútbol organizado por la Federación de Football de Chile que enfrentaba a los campeones vigentes del Campeonato Nacional Profesional y del Campeonato Nacional Amateur. Tuvo tres ediciones: en los años 1937, 1938 y 1943.
El trofeo del certamen fue donado por Luis Prúnes Rissetti.

## Historial
| Edición | Campeón                              | Subcampeón                           |
| ------- | ------------------------------------ | ------------------------------------ |
| 1937    | Colo-Colo                            | Selección de Iquique                 |
| 1938    | Magallanes y Selección de Valparaíso | Magallanes y Selección de Valparaíso |
| 1943    | Selección de Iquique                 | Unión Española                       |

### Palmarés
| Equipo                  | Títulos | Subcamp. | Años campeonatos |
| ----------------------- | ------- | -------- | ---------------- |
| Selección de Iquique    | 1       | 1        | 1943             |
| Colo-Colo               | 1       |          | 1937             |
| Magallanes              | 1       |          | 1938             |
| Selección de Valparaíso | 1       |          | 1938             |
| Unión Española          |         | 1        |                  |